# خوسيه سالسيدو (مونتير)
خوسيه سالسيدو (بالإسبانية: José Salcedo)‏ هو مونتير إسباني، ولد في 1949 في ثيوداد ريال في إسبانيا، وتوفي في 19 سبتمبر 2017 في مدريد في إسبانيا.

## وصلات خارجية
- جوزيه سالكيدو على موقع IMDb (الإنجليزية)
- جوزيه سالكيدو على موقع قاعدة بيانات الأفلام العربية
- جوزيه سالكيدو على موقع ألو سيني (الفرنسية)
- جوزيه سالكيدو على موقع أول موفي (الإنجليزية)
- جوزيه سالكيدو على موقع قاعدة بيانات الأفلام السويدية (السويدية)
- جوزيه سالكيدو على موقع قاعدة بيانات الفيلم (الإنجليزية)
- جوزيه سالكيدو على موقع كينوبويسك (الروسية)